# DUO (マンガ雑誌)
『DUO』（デュオ）は、1981年から1985年まで朝日ソノラマより発行されていた日本の漫画雑誌。

## 概要
同社が刊行していた『月刊マンガ少年』が1981年5月号をもって休刊となり、その後継誌として、『月刊マンガデュオ』のタイトルで1981年に創刊号（1981年9月号）が刊行された。少年誌でも少女誌でもなくその両方を包摂するというコンセプトで「デュオ」と名づけられたが、少女誌的な傾向が強かった。タイトルは『月刊マンガDuO』や『月刊マンガDUO』などとも表記される。
『月刊マンガデュオ』のタイトルで月刊誌として刊行されたのは1982年3月号までの7冊で、その後隔月刊誌『デュオ』としてリニューアルし、1982年5月号から休刊号の1985年3月号まで18冊刊行された。『月刊マンガデュオ』とリニューアル後の『デュオ』を合わせると、通巻25巻。
休刊前は吉田秋生が表紙を手がけることが多かったが、彼女の作品は1981年10月号から1982年3月号までショートスポットシアターとして1ページのエッセイを6回と1982年７月号に「嗚呼（ああ）·青春の甲子園」が掲載されている。
創刊号には、『まことちゃん』が老成して暴走族に入るという設定の楳図かずおの漫画『男神（おじん）』が掲載された。
単行本レーベルはサンコミックス、サンコミックス・ストロベリー・シリーズ、デュオセレクション。

## 寄稿した主な漫画家と作品
著者名五十音順。
- 石坂啓：『エルフ』
- 内田美奈子：『DAY IN, DAY OUT』
  - DAY IN, DAY OUT - マンガ図書館Z（外部リンク）
- 木村直巳：『スズメちゃんららばい』
- 坂田靖子：『闇夜の本』
- さべあのま：『ネバーランド物語』
- 柴田昌弘：『回転扉』
- 高口里純：『ローマで夜だった』
- 高橋葉介：『真琴グッドバイ』
- たがみよしひさ：『依頼人から一言』
- 中山星香：『沈黙の声』
- 橋本多佳子：『ソルティDOGS』
- 速星七生：『たいした問題じゃない』（全1巻）、『ナナオの症候群』（全2巻）
- ますむらひろし：『ジャングルブギ』
- 山田ミネコ：『最終戦争シリーズ』
- 井藤伴夫：『夢の標本』[1]